# 波尔沃 (西班牙)
波尔沃（西班牙語：Port-Bou，加泰隆尼亞語發音：[ˌpɔɾˈβɔw]）是西班牙加泰罗尼亚赫罗纳省的一个市镇。总面积9平方公里，总人口1398人（2001年），人口密度155人/平方公里。